# Йохан III фон Крихинген
Йохан III фон Крихинген (на немски: Johann III von Criechingen; * пр. 1404; † 1432 или 19 април 1436) е благородник, господар на Крихинген, Питинген, Дагщул и Варсберг.
Той е син на Йохан II фон Крихинген († 1431) и съпругата му Ирмгард фон Питинген († сл. 1411/1419), наследничка на Питинген и Бисинген, вдовица на Зифрид фон Вилденщайн († 1384), дъщеря на рицар Арнолд V фон Питлинген-Дагщул († 1404/1408) и Маргарета фон Бисен († сл. 1410).
Баща му Йохан II и брат му Квентин фон Крихинген са убити на 2 юли 1431 г. в битка при Булгневил във Франция.
Господарите на Крихинген чрез женитби получават големи територии в Саарланд, Горна Лотарингия и в Люксембург. Внук му Йохан V († 1533) става фрайхер на Крихинген и гранд маршал на Люксембург.

## Фамилия
Йохан III фон Крихинген се жени 1426 г. за Елизабет фон Даун († ок. 1483), дъщеря на рицар Филип II фон Даун-Оберщайн († 1432) и рауграфиня Имагина фон Алтен- и Нойенбаумберг († сл. 1449). Те имат две деца:
- Имагина (* пр. 1425; † сл. 1478), омъжена за Рудолф Байер фон Бопард († 1487/15 октомври 1488/пр. 1490), син на Хайнрих VIII Байер фон Бопард († 1430/1431) и Агнес фон Оксенщайн († ок. 1438)
- Йохан IV (* ок. 1436; † сл. 1510), господар на Крихинген, Питинген, Дагщул и Варсберг, женен 1447 г. за Маргерита де Бакурт († 28 януари 1489/23 юни 1491), дъщеря на Фредерик де Бакурт и Лиза Байер фон Бопард († сл. 1455); техният син Йохан V († 1533) става фрайхер на Крихинген, Питинген, Бисен, Дагщул, Хомбург, Пулигни, гранд маршал на Люксембург